# Gheorghe Lazăr

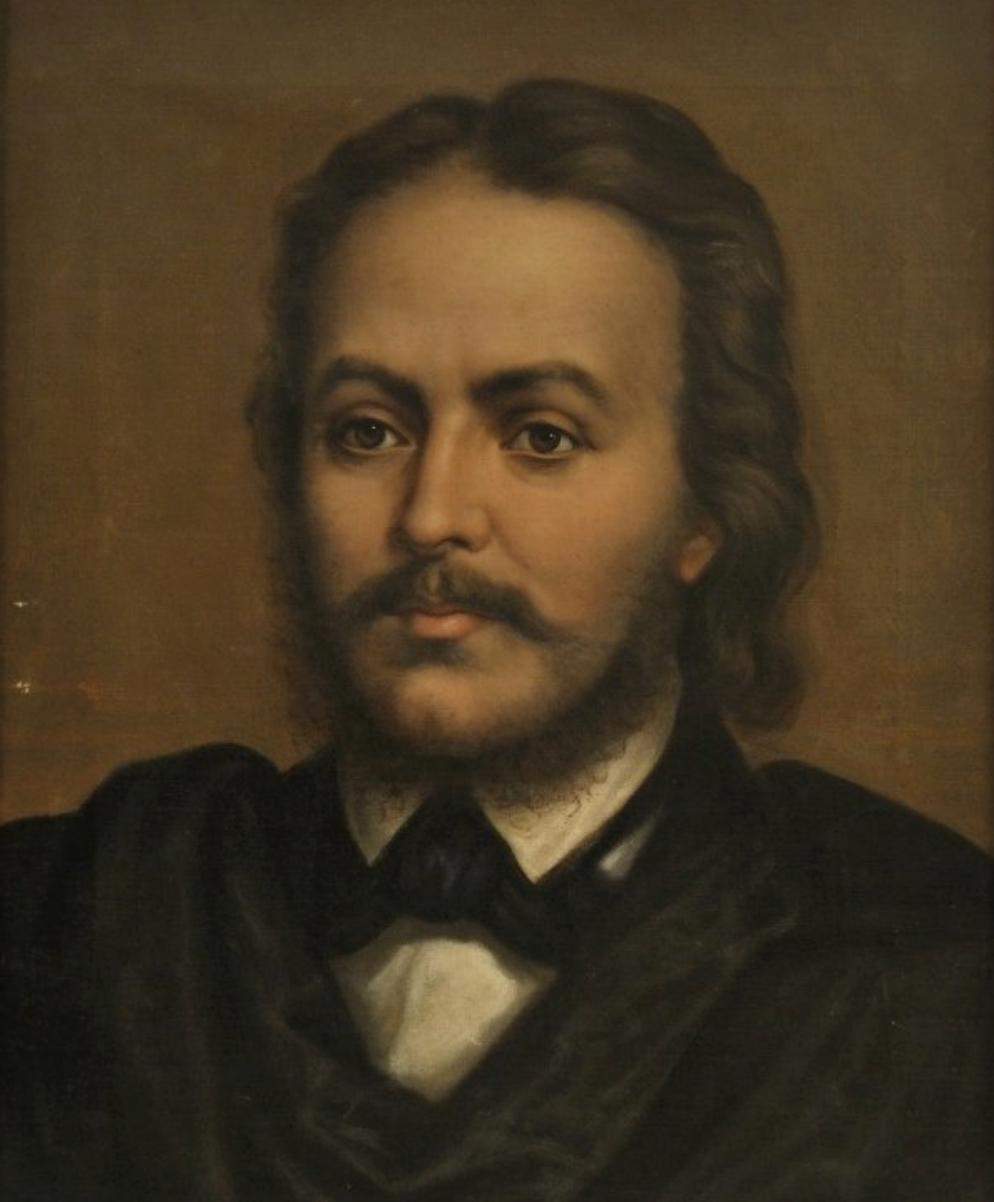
Gheorghe Lazăr

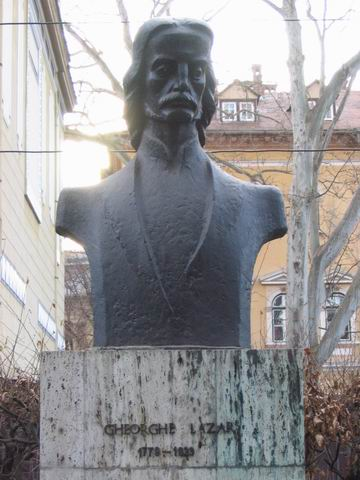
Busto de Gheorghe Lazăr no palácio da ASTRA, em Sibiu

Gheorghe Lazăr (Avrig, 5 de junho de 1779 — Avrig, 17 de setembro de 1821) foi um pedagogo, teólogo e engenheiro romeno. Nascido em Avrig, na região da Transilvânia, então sob domínio do Império Habsburgo, Lazăr estudou em Sibiu, Cluj e Viena, vindo a obter graduação em teologia. Ele se notabilizou pela iniciativa que tomou em 1818, de mudar o idioma em que eram ministradas as aulas na Academia Principesca de Bucareste, do grego para o romeno. Lazăr convenceu o príncipe João Jorge Caradja a promover a refundação da Academia: em 1821, Caradja instituiu o Colégio Nacional Santo Sava, cuja língua de trabalho é o romeno, em substituição à Academia. Assim, Lazăr contribui para a interrupção de uma tradição bizantina e ofereceu a primeira forma de educação superior em romeno.